# Caproni Ca.309

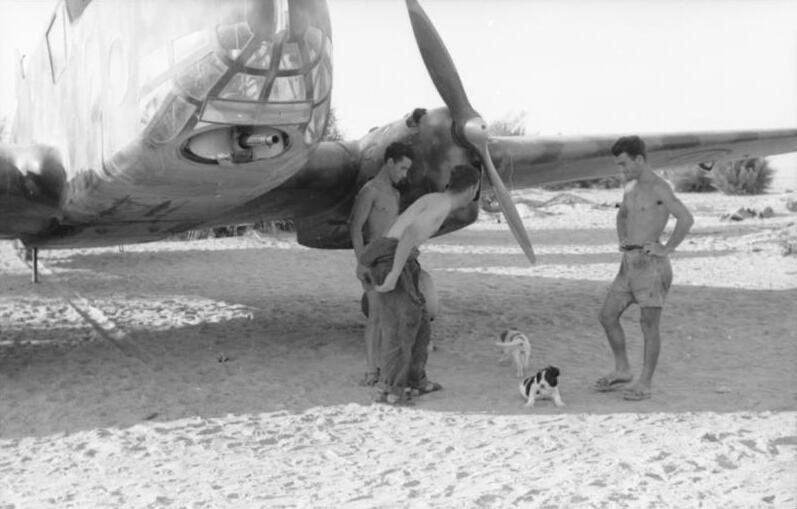
Il caratteristico muso vetrato di un Ca.309 successivo alla IV^{a} serie dotato della mitragliatrice Breda-SAFAT calibro 12,7 mm brandeggiabile.

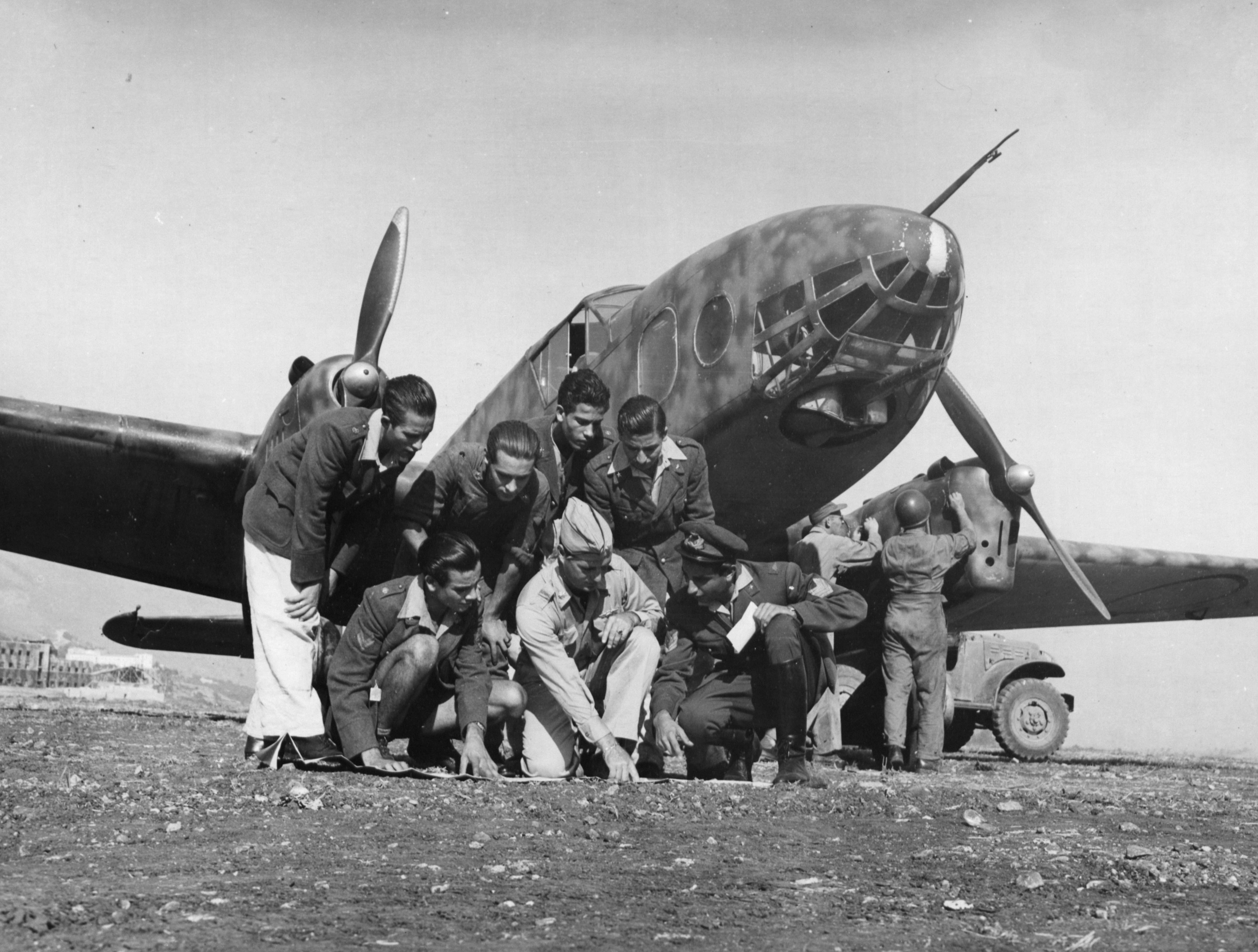
Un Ca.309 VI^{a} serie catturato dagli alleati in Sicilia nel 1943.

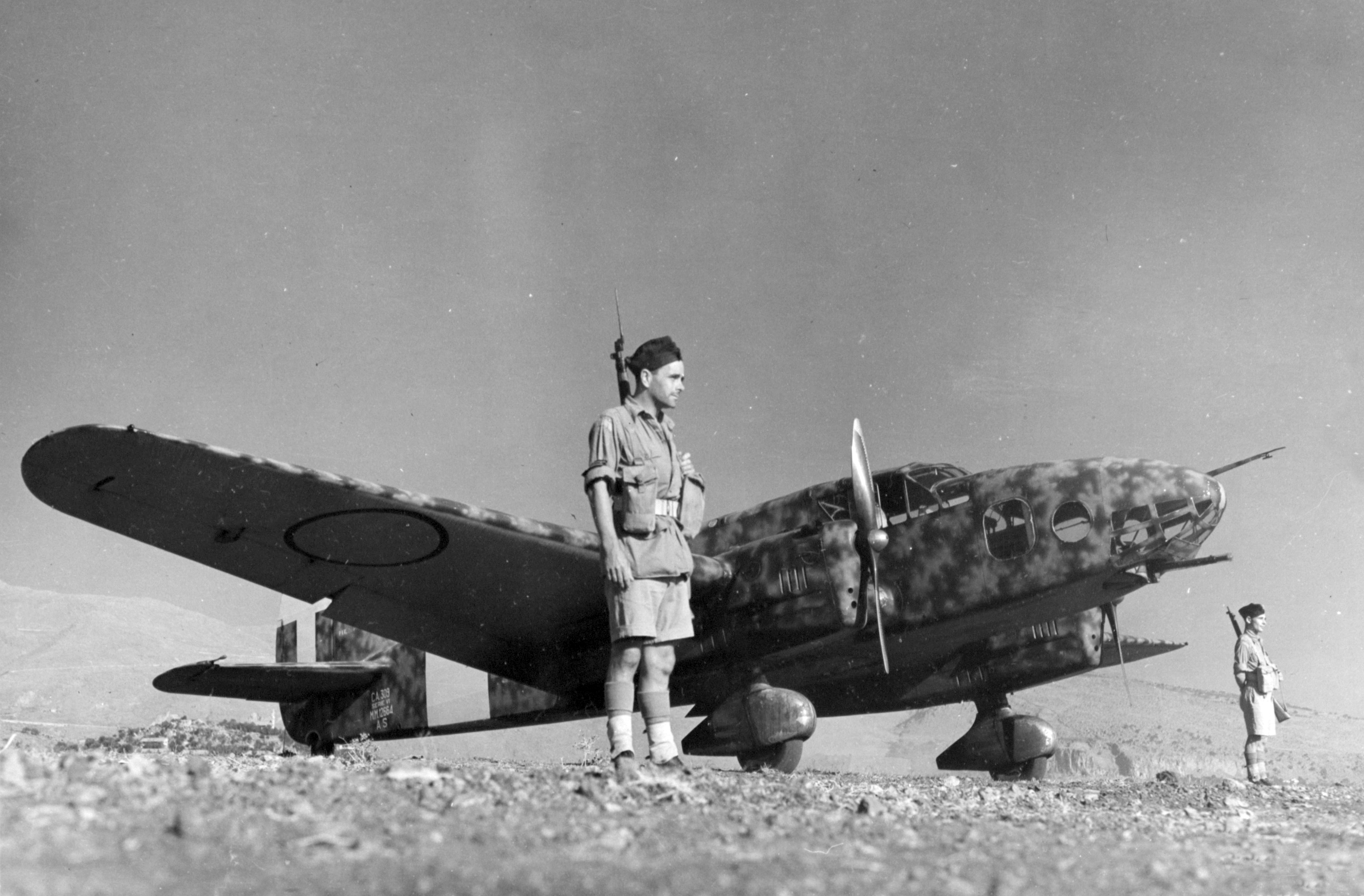
Lo stesso aereo della foto precedente visto da un'altra angolazione.

Il Caproni Ca.309 Ghibli era un bimotore multiruolo sviluppato dall'azienda italiana Caproni Aeronautica Bergamasca (CAB) nella seconda metà degli anni trenta. Destinato alla ricognizione armata e al collegamento prestò servizio con la Regia Aeronautica nelle colonie dell'Africa settentrionale italiana nella prima fase della seconda guerra mondiale.

## Storia

### Sviluppo
Progettato dall'ingegner Cesare Pallavicino riprendeva le linee del Caproni Ca.308 Borea, suo precedente progetto. Il Ca.309 era un monoplano bimotore con ala bassa con struttura mista. Il carrello fisso aveva le gambe anteriori montate sotto le gondole dei due motori in linea Alfa Romeo 115-II e presentava ruote carenate.
Venne costruito fino alla fine del 1943.

### Impiego operativo
I primi esemplari iniziarono ad equipaggiare le squadriglie della Regia Aeronautica in Libia dal 1937, andando a sostituire i biplani IMAM Ro.1. 
Nel 1938 era in uso all'89ª Squadriglia di Sirte, alla 12ª Squadriglia di Mellaha, alla 104ª Squadriglia di Mellaha, alla 26ª Squadriglia di Berca (Bengasi) ed una Sezione della 23ª Squadriglia di El-Adem.
Con lo scoppio della seconda guerra mondiale erano in servizio 53 esemplari, che venivano impiegati per la ricognizione (in particolare integrati nelle Compagnie auto-avio sahariane) ed in operazioni di interdizione contro i mezzi terrestri britannici da esplorazione. Il Ca.309 disponeva infatti di 2 mitragliatrici alari, una brandeggiabile nel muso ed un carico di bombe di 330 kg. 
Il 10 giugno 1940 erano in dotazione al 1º Gruppo Aviazione Presidio Coloniale a Mellaha (oggi Aeroporto militare di Mitiga) ed all'Aviazione Sahariana (livello gruppo) di Hon (Libia) dell'Aeronautica della Libia - Ovest ed al 2º Gruppo Aviazione Presidio Coloniale di El-Adem (oggi Base aerea Gamal Abd el-Nasser) dell'Aeronautica della Libia - Est. 
I Ca.309 vennero impiegati anche nelle operazioni in difesa della Oasi di Giarabub, Cufra e Gialo.
Nel luglio 1942 i Ca.309 collaborano validamente alla riconquista di Giarabub ed alla presa di Siwa. In questa fase i « Ghibli » sono in carico alla 12ª Squadriglia A.P.C. (Aviazione Vigilanza Presidiaria) (aeroporto di Agedabia), alla 103ª Squadriglia (Misurata) ed alla 104ª Squadriglia (Mellaha oggi Aeroporto militare di Mitiga) del 1º Gruppo Aviazione Presidio Coloniale (1º Gruppo volo), alla 26ª Squadriglia dell'Aviazione Sahariana (aeroporto di Hon): non più di una decina i velivoli di pronto impiego.
Sul finire del 1942, con la perdita della Libia, i velivoli rimasti vennero rimpatriati in Italia, dove vennero utilizzati come aerei da trasporto e collegamento.
Nel 1947 era ancora in servizio l'ultimo Ca.309 presso la Squadriglia Collegamenti.

## Tecnica
Il Ca.309 Ghibli era un velivolo dall'aspetto convenzionale realizzato in struttura mista; bimotore, monoplano ad ala bassa a sbalzo con carrello fisso.
La fusoliera era realizzata in tecnica mista, anteriormente con struttura in acciaio saldata con rivestimento in lamiera di lega leggera che proseguiva con una struttura in tubi di acciaio saldati rivestita, centralmente, in tela verniciata e nella parte posteriore, in legno. La struttura integrava la cabina di pilotaggio a due posti affiancati, nelle ultime serie dotata di doppi comandi, che proseguiva posteriormente in un vano destinato ai sei eventuali passeggeri, alle merci ed al carico bellico e, nelle missioni da ricognizione, alle fotocamere planimetriche e panoramiche. Posteriormente terminava in un impennaggio classico monoderiva con piani orizzontali a sbalzo con struttura in legno con armature metalliche rivestita in compensato o tela verniciata.
L'ala, montata bassa ed a sbalzo ed a pianta rastremata, era composta da una struttura bilongherone in legno con armature metalliche, rivestita in compensato telato e verniciato. Le superfici di controllo consistevano nei due alettoni e negli ipersostentatori ventrali, entrambi realizzati in legno con armature metalliche e rivestimento in tela.
Il carrello d'atterraggio era un biciclo anteriore fisso e carenato, dotato di ruote indipendenti, con gambe di forza posizionate sotto le due gondole motore, integrato posteriormente da un ruotino d'appoggio orientabile, non retrattile, posizionato sotto la coda.
La propulsione era affidata ad una coppia di motori Alfa Romeo 115-II, un 6 cilindri in linea rovesciato raffreddato ad aria capace di esprimere una potenza pari a 200 CV  (147 kW), collocati in altrettante gondole posizionate sul bordo d'attacco ed abbinati ad eliche bipala, in legno o metalliche, a passo variabile in volo.
L'armamento difensivo, dalla Ia alla IVa serie, consisteva in due mitragliatrici Breda-SAFAT calibro 7,7 mm posizionate nelle radici alari con 500 colpi per arma integrate da una mitragliatrice Lewis calibro 7,7 mm brandeggiabile con 500 colpi, collocata nella parte anteriore del muso. A partire dalla Va serie venne modificato in una singola Breda-SAFAT da 12,7 mm brandeggiabile nella parte inferiore del muso. Quello offensivo consisteva in bombe da caduta e spezzoni per un carico massimo di 336 kg posizionati in fusoliera.

## Varianti
Ca.309S
Ca.309 (MM.11875) trasformato in aeroambulanza (S per versione sanitaria).

## Utilizzatori

### Militari
Australia
- Royal Australian Air Force

Un Ca.309 catturato nel 1943 ebbe le insegne di un reparto della RAAF di stanza in Italia.
 Bulgaria
- Vazhdushnite na Negovo Velichestvo Voiski

24 esemplari vennero costruiti dalla filiale bulgara della Caproni, con la designazione di Kaproni-Bulgarski KB 6/KB 309 Papagal (Pappagallo in lingua bulgara)
 Italia
- Regia Aeronautica

 Italia
- Aeronautica Cobelligerante Italiana

 Repubblica Sociale Italiana
- Aeronautica Nazionale Repubblicana

 Italia
- Aeronautica Militare

 Paraguay
- Fuerza Aérea Paraguaya

2 esemplari

### Civili
Italia
- Ala Littoria

acquisì un esemplare nel marzo 1937.

## Utilizzi del nome Ghibli derivati dal soprannome dell'aereo
Il nome Ghibli è stato poi dato ad un altro aereo italiano, l'Aermacchi/EMBRAER AMX, cacciabombardiere leggero, entrato in servizio nella seconda metà degli anni ottanta.
Il nome di questo aereo è stato d'ispirazione per il regista giapponese Hayao Miyazaki, che ha chiamato il suo studio d'animazione Studio Ghibli proprio in onore di questo velivolo.